# Huaquechula
Huaquechula è una municipalità dello stato di Puebla, nel Messico centrale, il cui capoluogo è la località omonima.
Conta 25.373 abitanti (2010) e ha una estensione di 231,48 km². 	 	
Il significato del nome della località in lingua nahuatl è luogo dove si trovano le piume ricche e belle dell'aquila.